# Wonderful Life (песня Black)
«Wonderful Life» — песня британской группы Black, хотя фактически под именем группы Black (когда-то в начале 1980-х образованной как трио) на момент создания песни записывался её вокалист Колин Вёрнкоумб.

## История издания
Впервые песня была издана в 1986 году как сингл на независимом лейбле Ugly Man Records. Сингл достиг 72-го места в Великобритании, благодаря чему группу заметил лейбл A&M Records и подписал с ней контракт.
Первым синглом на A&M Records стала песня «Sweetest Smile» (сингл вышел в июне 1987 года и достиг 8-го места в Великобритании), а следующим синглом была переиздана песня «Wonderful Life». На этот раз она стала большим международным хитом, попав в хит-парады самых популярных песен практически во всех странах, где была издана, за исключением США. В Великобритании сингл с ней достиг 8 места (в сингловом чарте UK Singles Chart).
Дебютный альбом группы Black, в который эта песня вошла (также озаглавленный Wonderful Life), тоже имел международный успех, продавшись в сумме во всём мире в полутора миллионах экземпляров.
В 1994 году после того, как песня была использована в телерекламе страховки компании Standard Life, она опять была издана как сингл. На этот раз сингл с ней достиг в Великобритании 42 места.

## История написания
Вдохновением к написанию обеих вышеупомянутых песен с дебютного альбома группы — «Wonderful Life» и «Sweetest Smile» — послужил развод Вёрнкомба, произошедший в 1985 году и бывший весьма грязным и скандальным. Так что написанная в минорном ключе песня «Wonderful Life» на самом деле полна глубочайшей иронии.
В 1993 году Вёрнкомб так рассказывал об этой песне за кулисами концертного тура группы Black:
«Одна из глубоких ироний жизни заключается в том, что благодаря тому, что мой первый брак оказался катастрофой, я написал пару песен, которые были самыми успешными из тех, что я когда-либо написал. Моя бывшая жена несёт косвенную ответственность за то, что у меня был большой хит. Это заставляет меня улыбнуться», — рассмеялся он.
Вот и ещё одна цитата Колина Вёрнкомба, рассказывающего о глубокой иронии, стоящей за этой песней:
[К тому времени] я пережил пару автокатастроф, у моей матери была серьёзная болезнь, меня бросила звукозаписывающая компания, мой первый брак всплыл вверх брюхом, и я оказался бездомным. Потом я сел и написал эту песню, озаглавленную «Wonderful Life».